# Cantonul Champigny-sur-Marne-Est
Cantonul Champigny-sur-Marne-Est este un canton din arondismentul Nogent-sur-Marne, departamentul Val-de-Marne, regiunea Île-de-France, Franța.

## Comune
| Comune                               | Populație (1999) | Cod poștal | Cod INSEE |
| ------------------------------------ | ---------------- | ---------- | --------- |
| Champigny-sur-Marne, commune entière | 74 237           | 94 500     | 94 017    |